# اوبروارت
اوبروارت {{آلمانی|Oberwart) شهری در بورگن‌لاند واقع در جنوب شرقی اتریش است که در ناحیه اوبروارت واقع شده‌است.

## خصوصیات
اوبروارت ۶٬۸۹۳ نفر جمعیت دارد.